# Joseph Novoa
Joseph Ramon Novoa, (Montevideo, Uruguay, 22 de agosto de 1949) también conocido como José R. Novoa o José Novoa, es un director escritor y productor cinematográfico uruguayo-venezolano, pero radicado en Estados Unidos. Está casado con la también directora y productora Elia Schneider y su hijo es el premiado Director Joel Novoa.

## Biografía
Comenzó su carrera en el Teatro Circular de Uruguay donde actuó en varias obras de teatro y se convirtió en el director más joven de ese país, cuando sólo tenía 19 años. Estudió en la Escuela de Jacques Lecoq en París y con el Odin Teatret en Dinamarca y luego creó su grupo Teatro Circo. Fue becado por el gobierno danés para trabajar con Eugenio Barba en dirección de Teatro en el Odin Teatret (Holstebro, Dinamarca). Vivió en Europa donde produjo y dirigió varias obras teatrales, entre ellas: La noche de los asesinos, Máscaras y El exilio del Sol. Vivió en París varios años y luego llegó a Venezuela donde compartió la codirección del Festival Internacional de Teatro de Caracas (Naciones Unidas) con Carlos Giménez en el Ateneo de Caracas.
En Venezuela, fue director adjunto del Festival Internacional de Teatro (Teatro de las Naciones – UNESCO). Obtuvo el premio Critven (Premio de la Crítica – Mejor Iluminación), por la obra Gaz. Estudió en Estados Unidos. Egresó de la Universidad de New York (Cine) y del New School of Arts (Televisión). Realizó varios cortometrajes, entre ellos: El Gran Mundo y Pedro Navaja. Ha escrito 13 guiones cinematográficos. En 1984 estrena su ópera prima, Agonía, en el Festival de Montreal.
Su película Sicario (1994), ganó 27 premios internacionales y fue nominada a los Premios Goya y Selección Oficial al Oscar por Venezuela; estuvo 35 semanas en cartelera en Venezuela, convirtiéndose en uno de los éxitos de taquilla más importantes del cine en ese país.
Su siguiente largometraje, Garimpeiros (Oro diablo) se estrenó en Venezuela y ganó 3 premios internacionales. También fue a la Selección Oficial al Oscar/99. En el año 2006 estrenó El don en Venezuela, convirtiéndose nuevamente en uno de los éxitos más importantes de taquilla del año.
Josp Novoa es también productor de las películas Punto y raya (dirigida por su esposa), Huelepega, Des-Autorizados, Esclavo de Dios y Tamara que fue estrenada en el 2015. En el ámbito internacional produjo En la puta vida (Uruguay, 2001), Be Happy (Chile, 2004), Encarnación (Argentina, 2007), Polvo Nuestro Que Estas en los Cielos (Argentina, 2008), El Premio (Perú, 2009), Verdades Verdaderas La Vida de Estela (Argentina, 2011) y Cuchillos en el Cielo (Perú, 2013).
En televisión, sus películas alcanzaron un altísimo rating. Sus producciones han participado en más de un centenar de Festivales Internacionales de Cines, obteniendo más de 80 premios principales.
Es miembro por invitación de la Academia Española de Cinematografía (Premios GOYA. Fue fundador y primer Vicepresidente de la Federación Iberoamericana de Productores Cinematográficos y Audiovisuales (FIPCA), Presidente de la Federación de Productores de Cine (CAVEPROL) y fue miembro de la mesa del Centro Nacional Autónomo de Cinematografía de Venezuela (CNAC).
Se mudó a Los Ángeles, California desde donde se encuentra actualmente desarrollando nuevos proyectos en los que planea utilizar inglés como idioma principal.

## Filmografía

### Largometrajes
- Tamara (2015 | Productor-Editor)
- Solo (2014 | Productor-Director)
- Esclavo de Dios (2013 | Productor)
- Un lugar lejano (2009 | Productor-Director)
- Des-Autorizados (2007 | Productor)
- El Don (2006 | Productor-Director)
- Punto y Raya (2004 | Productor) Prenominado a los Premios Óscar- Mejor película extranjera
- Oro Diablo (Garimpeiros, 2000 | Productor-Director-) Prenominado a los Premios Óscar- Mejor película extranjera
- Huelepega: Ley de la calle (1999 | Productor-Editor) Prenominado a los Premios Óscar- Mejor película extranjera
- Sicario (1994 | Productor-Director-Editor) Prenominado a los Premios Óscar- Mejor película extranjera
- Agonía (1985 | Escritor-Productor-Director-Editor)

#### Sicario
Su filme Sicario muestra la violencia constante en los barrios marginales de la ciudad de Medellín, a fines de la década de 1980, en donde los adolescentes aburridos consumen drogas y cometen delitos. La historia cuenta sobre Jairo, un joven cansado de su pobreza y entorno familiar insano, que entra en el mundo del crimen al participar en un asalto. Pronto el muchacho termina formando parte de la mafia del sicariato al servicio del narcotráfico.
De la película opinó Pedro Antonio Urbina:

”Se consigue una seca y determinista presentación, con tintes documentales, de los hechos, brutales, descarnados, fríamente impúdicos. Nada más lejos de la estética de la violencia o del erotismo comercial. Todo produce horror y no se ofrece salida alguna, sino desesperación y muerte.
 	
Acompañada de una larga serie de premios, no es sin embargo una buena película. Segunda de su realizador, está llena de fallos de guion, de torpezas narrativas, superficialidades y escamoteos, morosidad y precipitación intempestivas. Pero quizá esté en la fuerza misma de los hechos su innegable vigor; y tanto premio se deba a su denuncia contra los responsables de la terrible desigualdad social reinante en tantos países de América del Sur..”

#### Un lugar lejano
En 2008, estrenó su largometraje Un lugar lejano una coproducción entre Argentina, España y México rodada en Venezuela, Patagonia argentina y algunas localidades de Galicia, en España.
El filme narra en un tono casi íntimo la historia de Julián (encarnado por el actor Erich Wildpred), un famoso fotógrafo que ha llegado a los cuarenta años, cansado, abandonado a su propia tristeza y soledad. A Julián le descubren un cáncer que va minando sus fuerzas para quitarle toda esperanza. Pero él tiene un sueño, una visión que cambiara su vida: sueña una foto que nunca ha tomado. Viaja entonces hacia ese lugar lejano para buscar la foto, y encuentra a una mujer (Marcela Kloosterboer) luego de un extraño accidente De pronto descubre que su vida cambiará para siempre.
De la película opinó Pablo Abraham:

” …Julián (un convincente Erich Wildpret)…es…nuestro protagonista…en la Patagonia ...aunque el tema sea muy manido...Novoa hace que esta parte de la historia funcione de lo más natural, sin exagerar las situaciones y manteniendo el ritmo pausado, aunque no lento, de lo que está contando…Lo que viene a continuación destruye el encanto y deja con algo de desconcierto...pues...reta a seguir creyendo el cuento al ofrecérsele una milagrosa curación de la enfermedad...y la decisión final del protagonista de abandonar su propio mundo, perdiéndose en...la Patagonia, buscando ese otro mundo que soñó o se imaginó en su delirio, y que lo ayudó a recuperarse. El objetivo falla porque ...la obsesión por la foto soñada es revestida de una posible trascendencia existencial del protagonista… Si bien es cierto que el personaje evoluciona (la primera toma del film lo muestra postrado y angustiado, en la última se aleja...caminando felizmente por la Patagonia), y que es aceptable que las dudas de lo que vivió o soñó queden flotando, esa pretendida trascendencia se diluye por completo para dar paso a una cierta "nadería", o mejor, un cierto aspecto de vacío interior del protagonista que ni siquiera el autor parece haberse dado cuenta. En vista de esto, no podemos dejar de pensar, entonces, que los motivos del sueño de Julián para emprender el viaje pueden ser considerados como una manifestación de desequilibrio mental de un hombre al borde de la muerte…un lunático que nunca ha sabido qué es lo que quiere en la vida.

### Cortometrajes
- Tierras Prestadas (1981 | Productor-Editor)
- Pedro Navaja (1980 | Escritor-Productor-Director-Editor)
- El Gran Mundo (1979 | Escritor-Productor-Director-Editor)

### Co-productiones Internacionales
- El Premio (2009) Dirigida por Chicho Durant, Perú.
- Encarnación (2007) Dirigida por Anahi Berneri, Argentina.
- Be Happy (2004) Dirigida por Gonzalo Justiniano, Chile.
- En la Puta Vida (2002) Dirigida por Beatriz Flores Silva, Uruguay.
- Cuchillos en el cielo Dirigida por Chicho Durant, Perú
- Estela Dirigida por Nicolás Gil Lavedra, Argentina
- Polvo nuestro que estás en el cielo Dirigida por Beatriz Flores Silva, Uruguay

## Críticas
Sobre José Ramón Novoa opinó Pablo Abraham:

La obra de José Ramón Novoa ha sido una de las pocas que ha logrado atraer el público que había venido perdiendo el cine venezolano desde la década de los 90. Prueba de ello son los éxitos de Sicario (1994), Garimpeiros (2000, conocida internacionalmente como Oro negro), y El Don (2006), películas que exhibían sin pudor un gusto por los temas y personajes marginales, protagonistas de unos dramas en el mejor estilo de lo que se ha dado por concebir como verismo latinoamericano: el barrio, la pobreza, el delincuente juvenil, la ausencia de ley, la sobre vivencia en un mundo violento...  Novoa también ha sido productor de films igualmente exitosos como Huelepega, la ley de la calle (1999) y Punto y raya (2004), ambas dirigidas por su esposa Elia Schneider.

## Premios
| Premio                                              | Festival                                                  | Película     |
| --------------------------------------------------- | --------------------------------------------------------- | ------------ |
| Mejor película                                      | Biarritz Film Festival                                    | Sicario      |
| Mejor película                                      | Philadelphia Film Festival                                | Sicario      |
| Mejor película                                      | Fort Lauderdale International Film Festival               | Sicario      |
| Mejor actriz                                        | Tokyo International Film Festival                         | Sicario      |
| Mejor película                                      | Festival de Cine Iberoamericano de Huelva                 | Sicario      |
| Premio del Jurado                                   | Trieste Film Festival                                     | Sicario      |
| Mejor edición                                       | Caracas Film Festival                                     | Sicario      |
| Best Producer                                       | Caracas Film Festival                                     | Huelepega    |
| Mejor fotografía                                    | Gava                                                      | Huelepega    |
| Mejor película derechos humanos                     | Buenos Aires International Festival of Independent Cinema | Huelepega    |
| Mejor película                                      | Vitoria Film Festival                                     | Huelepega    |
| Mejor actor                                         | Festival de Gramado                                       | Punto y Raya |
| Mejor actor                                         | Havana Film Festival                                      | Punto y Raya |
| Premio del Jurado                                   | Festival de Gramado                                       | Punto y Raya |
| Selección especial                                  | Busan International Film Festival                         | Huelepega    |
| Mejor película                                      | Los Angeles Film Festival                                 | Punto y Raya |
| Mejor película                                      | San Francisco International Film Festival                 | Punto y Raya |
| Mejor película                                      | Festival de Cine Iberoamericano de Huelva                 | Punto y Raya |
| Presentación                                        | Golden Globes                                             | Punto y Raya |
| Mejor película                                      | Festival de Brasília                                      | Punto y Raya |
| Mejor actor                                         | Festival de Mérida                                        | Punto y Raya |
| Premio del Jurado                                   | Festival de Cine de Lima                                  | Sicario      |
| Premio a la crítica                                 | Festival de Gramado                                       | Punto y Raya |
| Mejor película                                      | Best Municipal Award                                      | Sicario      |
| Finalista                                           | Goya Awards                                               | Sicario      |
| Mejor guion                                         | Havana Film Festival                                      | Sicario      |
| Mejor película                                      | Santa Barbara International Film Festival                 | Sicario      |
| Mejor Director                                      | Tokyo International Film Festival                         | Sicario      |
| Mejor Director                                      | Viña del Mar International Film Festival                  | Sicario      |
| Mejor película                                      | Caracas Film Festival                                     |              |
| Mejor Director                                      | Caracas Film Festival]                                    |              |
| Premio del Jurado                                   | Festival de Gramado                                       |              |
| Mejor actor                                         | Havana Film Festival                                      | Punto y Raya |
| Mejor actor                                         | Biarritz Film Festival                                    | Sicario      |
| Mejor edición                                       | Festival de Gramado                                       | Sicario      |
| Mejor fotografía                                    | Santa Cruz Film Festival                                  | Oro Diablo   |
| Mejor película                                      | New York International Latino Film Festival               | Huelepega    |
| Mejor película                                      | Sant Feliu Guixols                                        | Huelepega    |
| Mejor fotografía                                    | Caracas Film Festival                                     | Huelepega    |
| Mejor actor                                         | Caracas Film Festival                                     | Punto y Raya |
| Mejor película de la década                         | MoMa                                                      | Punto y Raya |
| Mejor actor                                         | Fort Lauderdale International Film Festival               | Sicario      |
| Mejor Director                                      | Bogota International Film Festival                        | Punto y Raya |
| Mejor película                                      | Montreal LAtino Film Festival                             | Sicario      |
| Mejor película                                      | São Paulo International Film Festival                     | Sicario      |
| Premio del Jurado                                   | Santa Barbara International Film Festival                 | Punto y Raya |
| Premio del Jurado                                   | Festival do Rio                                           | Punto y Raya |
| Mejor Edición                                       | Mérida Film Festival                                      | Punto y Raya |
| Mejor Director                                      | Mérida Film Festival                                      | Punto y Raya |
| Mejor actor                                         | Festival de Cine Global Dominicano                        | Punto y Raya |
| Mejor guion                                         | Santa Cruz Film Festival                                  | Sicario      |
| Tatu Tumpa Award Excelence of Iberoamerican Produer | Bolivia Film Festival                                     |              |
| Nominado a Premios Platino                          | Egeda - Fipca                                             |              |

### Películas seleccionadas para competir por el Premio Oscar a la mejor película extranjera
- Sicario (1994)
- Huelepega (1999)
- Oro diablo (2000)
- Punto y raya (2004)

### Premios y candidaturas por el filmeSicario
Primer Festival de Cine Internacional de Lauderdale 1996
- Ganadora del Premio a la Mejor Película en idioma extranjero.
- Ganador del Premio al Mejor Actor para Laureano Olivares

Premios Goya 1996
- Seleccionada como candidata a la Mejor Película Extranjera de Habla Hispana

Competencia latina en el Festival de Cine de Gramado 1996
- Ganador del Premio Kikito de Oro al Mejor Montaje para Joseph Novoa
- Ganador del Premio Especial del Jurado para Joseph Novoa
- Seleccionada para el Premio a la Mejor Película

Festival de Cine Internacional de La Habana 1994
- Ganador del Premio al Mejor Guion para David Suárez

Festival de Cine Latinoamericano de Huelva 1995
- Ganador del Premio Colón de Oro Joseph Novoa

Festival de Cine Internacional de Santa Bárbara 1996
- Ganadora del Premio a la mejor Película

Festival de Cine Internacional de Tokio 1995
- Ganador del Premio al Mejor Director Joseph Novoa
- Ganadora del Premio a la Mejor Actriz de Reparto, Gledys Ibarra en concurrencia con Ellen Muth por Eclipse total
- Seleccionada como candidata al Premio a la Mejor Película

## Próximos proyectos
En la actualidad Joseph Novoa se encuentra trabajando en 6 proyectos, algunos de los cuales serán hablados en español y otros en inglés, en conjunto con su esposa e hijo quiere son también directores, productores y escritores cinematográficos. Todas las películas cuentan con un valor de producción estimado diferente y serán coproducidas con productoras internacionales. En cada película ejercerá un rol diferente ya sea como productor, director o escritor.
- Cenizas de Cóndor está basada en una novela de Fernando Bustazzoni donde expone su investigación sobre la Operación Cóndor.
- Ceguera está ambientada en el conflicto palestino-israelí donde dos hermanos se enfrentan al apoyar cada uno diferentes lados del conflicto.
- Bullet Lullaby es una adaptación de Sicario ambientada en la frontera de México con California y Texas.
- Pando será producida en español con subtítulos en inglés. Cuenta la historia de una ciudad mientras las guerrillas tratan de apoderarse de ella.
- La Caja es la historia de un cubano y la increíble forma manera con la que emigra a Estados Unidos.
- Unificación se cuenta la historia de un programa de eugenesia que se originó en California en los años 90, de este teoría es de donde los nazis adaptaron su idea para construir la raza aria años antes.

## Mencionado en
- Manrupe, Raúl; Portela, María Alejandra (2010). Un diccionario de films argentinos III 2003-2009. Buenos Aires: Editorial Corregidor. p. 238. ISBN 978-950-05-1913-7.